# Воронежка област
Воронежка област е субект на Руската федерация, влизаща в състава на Централния федерален окръг. Площ 52 216 km2 (51-во място по големина в Руската Федерация, 0,3% от общата площ). Население на 1 януари 2017 г. 2 335 404 души (23-то място в Руската Федерация, 1,59% от нейното население). Административен център град Воронеж. Разстояние от Москва до Воронеж 587 km.

## Историческа справка
От XVII век югозападната част от областта е в границите на Слободска Украйна. На 13 юни 1934 г. с постановление на ВЦИК на СССР Централно-Черноземната област е разделена на Воронежка област и Курска област.

## Географска характеристика
Воронежка област е разположена в централната част на Европейска Русия. На запад граничи с Белгородска и Курска област, на север – с Липецка и Тамбовска област, на североизток – със Саратовска област, на изток – с Волгоградска област, на юг – с Ростовска област и на югозапад – с Украйна. В тези си граници заема площ от 52 216 km2 (51-во място по големина в Руската Федерация, 0,3%).
Воронежка област се намира в централната част на Източноевропейската равнина, от двете страни на средното течение на река Дон. Западната част на областта се заема от Средноруското възвишение, което е силно разчленено от долините на реките, дълбоки и сухи оврази и ниски (височина 220 – 260 m) гърбици между тях. Източната част обхваща части от обширната Окско-Донска равнина (височина 80 – 178 m) и Калачкото възвишение на югоизток с височина до 234 m със силно изразен ерозионен релеф.
Климатът на областта е умереноконтинентален. Средна януарска температура от -10,5 °C на север до -8,5 °C на юг, средна юлска съответно 19,6 °C и 21,8 °C. Годишната сума на валежите варира от 550 – 560 mm на северозапад до 425 – 435 mm на югоизток с максимум през пролетно-летния период. Продължителността на вегетационния период (с температури над 5 °C) от 190 дни на север до 200 дни на юг. Дните със средна температура над 0 °C е 138 – 148 дни.
Във Воронежка област има около 1200 реки (с дължина над 1 km) с обща дължина около 9700 km и всички те принадлежат към водосборния басейн на река Дон, вливаща се в Азовско море. Главната река в областта е Дон, протичаща през нея от север на юг в западната ѝ част. основни притоци на Дон са реките: леви – Воронеж, Битюг, Осеред; десни – Ведуга, Девица, Потудан, Тихая Сосна, Черна Калитва. На североизток протича река Хопьор с десния си приток Ворона, вливаща се в Дон извън пределите на областта. Донският водосборен басейн на територията на областта е асиметричен както по площ, така и по разчлененост на хидрографската мрежа, като водосборната площ на левите притоци значително превишава тази на десните. Голяма част от реките са маловозни и се използват основно за местно водоснабдяване, а много от тях под въздействието на антропогенни фактори са се превърнали във временни водотоци. Подхранвенето на реките е смесено с преобладаване на снежното. За тях е характерно високо пролетно пълноводие, когато преминава около 80% от годишния отток, лятно-есенно маловодие, прекъсвано от епизодични прииждания в резултат от поройни дъждове и ясно изразено зимно маловодие. Реките в областта замръзват в края на ноември или началото на декември, а се размразяват в края на март или началото на април.
В областта има около 4500 естествени и изкуствени езера с обща площ около 300 km2, като само 570 от тях са площ над 10 дка. Почти всички естествени езера са крайречни, а по ниските гърбици между долините на реките се срещат и карстови езера. Най-голямото естествено езеро във Воронежка област е Илмен (4,2 km2), разположено в източната ѝ част, в заливната тераса на река Хопьор. Най-големият изкуствен водоем е Воронежкото водохранилище, изградено на река Воронеж.
Северната част на областта лежи в южните предели на лесостепната зона и е покрита с излужени и типични черноземни почви, а южната част попада в пределите на степната зона и е заета от обикновени и южни черноземни почви. Около 10% от територията на Воронежка област е заета от гори, като те са разположени основно по долините на по-големите реки. Животинския свят е представен от вълк, лисица, енотовидно куче, заек и др.

## Население
На 1 януари 2017 г. населението на Воронежка област е наброямало 2 335 404 души (23-то място в Руската Федерация, 1,59% от нейното население).
Етнически състав: руснаци 95,5%, украинци 1,9%, арменци 0,5%, цигани 0,2%, други 1,9%.

## Административно-териториално деление
В административно-териториално отношение Воронежка област се дели на 3 областни градски окръга, 31 муниципални района, 15 града, в т.ч. 3 града с областно подчинение (Борисоглебск, Воронеж и Нововоронеж) и 12 града с районно подчинение и 17 селища от градски тип.
| Административна единица | Площ (km2) | Население (2017 г.) | Административен център | Население (2017 г.) | Разстояние до Воронеж (в km) | Други градове и сгт с районно подчинение |
| ----------------------- | ---------- | ------------------- | ---------------------- | ------------------- | ---------------------------- | ---------------------------------------- |
| Областни градски окръзи |            |                     |                        |                     |                              |                                          |
| Борисоглебск            | 1371       | 74 154              | гр. Борисоглебск       | 62 669              | 320                          |                                          |
| Воронеж                 | 597        | 1 039 801           | гр. Воронеж            | 1 039 801           |                              |                                          |
| Нововоронеж             | 46         | 31 607              | гр. Нововоронеж        | 31 607              | 55                           |                                          |
| Муниципални райони      |            |                     |                        |                     |                              |                                          |
| 1. Аннински             | 1966       | 39 715              | сгт Анна               | 16 438              | 130                          |                                          |
| 2. Бобровски            | 2233       | 50 518              | гр. Бобров             | 20 605              | 148                          |                                          |
| 3. Богучарски           | 2180       | 36 840              | гр. Богучар            | 11 295              | 339                          |                                          |
| 4. Бутурлиновски        | 1802       | 46 609              | гр. Бутурлиновка       | 24 670              | 242                          | Нижни Кисляй                             |
| 5. Верхнемамонски       | 1345       | 18 982              | с. Верхни Мамон        | 7699                | 362                          |                                          |
| 6. Верхнехавски         | 1253       | 24 406              | с. Верхная Хава        | 8154                | 67                           |                                          |
| 7. Воробьовски          | 1236       | 16 290              | гр. с. Воробьовка      | 3905                | 228                          |                                          |
| 8. Грибановски          | 2016       | 30 479              | сгт Грибановски        | 15 040              | 307                          |                                          |
| 9. Калачевски           | 2106       | 52 606              | гр. Калач              | 19 035              | 294                          |                                          |
| 10. Каменски            | 999        | 18 417              | сгт Каменка            | 8375                | 143                          |                                          |
| 11. Кантемировски       | 2348       | 34 620              | сгт Кантемировка       | 11 060              | 279                          |                                          |
| 12. Каширски            | 1060       | 24 005              | с. Каширское           | 4342                | 50                           |                                          |
| 13. Лискински           | 2033       | 100 088             | гр. Лиски              | 54 184              | 98                           | Давидовка                                |
| 14. Нижнедевицки        | 1196       | 18 515              | с. Нижнедевицк         | 5839                | 85                           |                                          |
| 15. Новоусмански        | 1252       | 81 985              | с. Новая Усман         | 29 270              | 14                           |                                          |
| 16. Новохопьорски       | 2334       | 38 018              | гр. Новохопьорск       | 6188                | 270                          | Елан-Коленовски, Новохопьорски           |
| 17. Олховатски          | 1045       | 22 920              | сгт Олховатка          | 3416                | 241                          |                                          |
| 18. Острогожки          | 1711       | 58 536              | гр. Острогожск         | 32 714              | 142                          |                                          |
| 19. Павловски           | 1886       | 55 332              | гр. Павловск           | 25 047              | 226                          |                                          |
| 20. Панински            | 1392       | 25 875              | сгт Панино             | 6129                | 99                           | Перелешински                             |
| 21. Петропавловски      | 1644       | 17 471              | с. Петропавловка       | 5250                | 336                          |                                          |
| 22. Поворински          | 1077       | 32 258              | гр. Поворино           | 17 095              | 321                          |                                          |
| 23. Подгоренски         | 1568       | 24 674              | сгт Подгоренски        | 5758                | 189                          |                                          |
| 24. Рамонски            | 1281       | 33 249              | сгт Рамон              | 8404                | 60                           |                                          |
| 25. Репевски            | 934        | 15 810              | с. Репевка             | 5448                | 194                          |                                          |
| 26. Россошански         | 2372       | 93 348              | гр. Россош             | 62 884              | 214                          |                                          |
| 27. Семилукски          | 1582       | 67 786              | гр. Семилуки           | 26 797              | 11                           | Латная, Стрелица                         |
| 28. Таловски            | 1910       | 38 549              | сгт Таловая            | 11 485              | 197                          |                                          |
| 29. Терновски           | 1391       | 19 120              | с. Терновка            | 5671                | 269                          |                                          |
| 30. Хохолски            | 1451       | 29 728              | сгт Хохолски           | 7575                | 42                           |                                          |
| 31. Ертилски            | 1458       | 23 097              | гр. Ертил              | 10 410              | 225                          |                                          |

## Селско стопанство
Отглеждат се зърнени и фуражни култури, картофи, зеленчуци, едър рогат добитък, птици. Развито е пчеларството.
| хиляди хектара | 3311 | 2985,5 | 2725,3 | 2319,1 | 2147,9 | 2336,6 | 2590,5 |